# 山田彩星
山田 彩星（やまだ あやせ、2000年1月9日 - ）は、日本の元グラビアアイドル。プライムエージェンシーに所属していたが、引退作品撮影後に退所した。

## 略歴
2019年にアルバイトのつもりで芸能界入り。制服姿も多いため、未成年にも思われがちだったが、2か月間OLを務めた経験がある。前述のとおり就職活動の一環でモデル活動を始めた。
2020年6月、一般企業への就職を公表。半年間の休業ののち、復帰。
2021年7月6日、自身のTwitterにて同年9月の作品をもって引退する事を発表。同年10月9日の発売イベントへの出演をもって表に出る活動を引退。

## 人物
東京都出身。媒体によっては神奈川出身とも記述される。特技は走ること、泳ぐこと。
事務所には自ら応募した。プライムにはAV女優が多数所属するが、興味はあるものの「私に務まるものではない」としている。

## 作品

### イメージビデオ
- 清純クロニクル/山田彩星（2019年9月27日、スパイスビジュアル）[7]
- 恋の聖域＋（プラス）/山田彩星（2019年11月29日、スパイスビジュアル）
- 彩星は俺のいもうと/山田彩星（2020年1月31日、スパイスビジュアル）
- 恋はハプニング!?/山田彩星（2020年3月27日、スパイスビジュアル）
- シースルーラブ/山田彩星（2020年5月29日、スパイスビジュアル）
- 接写×山田彩星（2020年7月31日、スパイスビジュアル）
- 彩星ちゃんのA（エース＊）を狙え!（2020年9月25日、スパイスビジュアル）
- 恋のバイブレーション!?（2020年12月11日、スパイスビジュアル）
- ここまでやっちゃう!?（2021年1月29日、スパイスビジュアル）
- 10th Anniversary ～やっぱり彩星はぶっちぎり!～（2021年3月26日、スパイスビジュアル）
- ふたりえっち! 天羽成美・山田彩星（2021年4月30日、スパイスビジュアル）
- 衝撃!ヌード解禁/山田彩星（2021年5月28日、スパイスビジュアル）[8]
- あやせの限界突破!〜ヌードもオモチャもてんこ盛り〜（2021年7月30日、スパイスビジュアル）[9]
- ラストも彩星はぶっちぎり!～山田彩星引退作品～（2021年9月24日、スパイスビジュアル）